# 南星丸
南星丸（なんせいまる）は、鹿児島大学が所有し鹿児島大学水産学部が使用する練習船・調査船である。2017年現在稼動しているものは3代目にあたる。

## 略歴
- 1957年12月 漁業練習船しろやま建造 純トン数18.46トン サバはね釣の船形[2]
- 1967年3月20日 木製漁業練習船 南星丸 竣工 純トン数44.56トン 総額22,436,000円 山川造船鉄 船員7名 学生9名 当時、同学部の他の漁業練習船では出来ない沿岸での網漁業に主眼を置いた[3]
- 1976年3月 2代目「南星丸」竣工 82.97トン[4][3]
- 2002年11月 3代目（現）「南星丸」竣工、長崎造船所 南西諸島海域で実習や調査を行ってきた敬天丸の後継も兼ねる[4][3]
- 2003年7月 3代目「南星丸」がシップ・オブ・ザ・イヤー2002で準賞を受賞[3]
- 2004年3月 水産専攻科の廃止に伴い、南西諸島海域で実習や調査を行ってきた敬天丸が廃船[4]

## 特徴
錦江湾内をはじめ、九州沿岸および南西諸島海域を実習海域として日帰りや3日・4日程度の短期航海を行っている。漁獲調査の他、各種海洋調査も行っている。外部からの共同利用を受け入れている。白い船体の両弦に大きく「Nansei」と赤く描かれている。船長、航海士は准教授、助教授が務めている。見学会と称する一般公開が開催される時がある。

## 観測設備
- トロールウィンチ
- トロール漁具動態監視装置
- ソナーウィンチ
- 計量魚群探知機
- CTD測定装置
- 多層式超音波流速計
- 水中テレビカメラ装置
- 深海用ウィンチ
- 船尾Aフレームクレーン